# Park Olimpijski Shunyi w Pekinie
Park Olimpijski Shunyi w Pekinie (chiń. upr. 順義奧林匹克水上公園; chiń. trad. 顺义奥林匹克水上公园; pinyin Shùnyì Àolínpǐkè Shuǐshàng Gōngyuán) – obiekt wybudowany na potrzeby rozegrania konkurencji w wioślarstwie, kajakarstwie oraz w pływaniu 10 km stylem dowolnym podczas Letnich Igrzysk Olimpijskich w 2008 roku. Park znajduje się w wiosce Mapo, należącej do dzielnicy wiejskiej Shunyi w Pekinie.

## Szczegóły obiektu
- Powierzchnia: 318 500 m²
- Miejsca stałe: 1 200
- Miejsca tymczasowe: 25 800 (w tym 10 000 stojących)
- Rozpoczęcie budowy: pierwsza połowa 2005 r.
- Zakończenie budowy: 28 lipca 2007 r.